# Aleu
 Aleu  es una población y comuna francesa, situada en la región de Languedoc-Rosellón-Mediodía-Pirineos, departamento de Ariège, en el distrito de Saint-Girons y cantón de Massat.

## Demografía
| 204 | 211 | 135 | 127 | 134 | 122 |
| Para los censos de 1962 a 1999 la población legal corresponde a la población sin duplicidades (Fuente: INSEE [Consultar]) |     |     |     |     |     |